# Харьковский театр оперы и балета имени Н. В. Лысенко
Харьковский национальный академический театр оперы и балета имени Н. В. Лысенко (укр. Харківський національний академічний театр опери та балету імені Миколи Лисенка) — первый украинский стационарный оперный театр. В репертуаре театра оперные спектакли на украинском, русском, французском и итальянском языках, классические и современные балетные постановки.

## История
Театр был организован в 1925 году как «Украинская государственная столичная опера», на базе постоянной с 1880 года оперной антрепризы. Харьковская антреприза впервые на Украине поставила украинские оперы «Рождественская ночь» и «Утопленица» Н. Лысенко; с 1918 года носила название «Народной Оперы», с 1920 года — «Русской государственной оперы».
До 1934 года в театре были поставлены 32 оперы и 11 балетов, в том числе: «Золотой обруч» Б. Лятошинского, «Кармелюк» В. Костенко, «Купало» А. Вахнянина, «Тарас Бульба» Н. Лысенко, «Яблоневый плен» О. Чишко, «Русалка» А. Даргомыжского и «Князь Игорь» А. Бородина; из балетов — «Ференджи» Б. Яновского и «Пан Канёвский» М. Вериковского, в котором балетмейстер В. Литвиненко впервые соединил элементы классического балета с элементами украинского народного танца. В этот период также осуществляются постановки опер «Ожерелье Мадонны» Э. Вольф-Феррари и «Турандот» Дж. Пуччини.

ХАРЬКОВ. (ТАСС). Развернуто новое строительство крупнейшего в мире Харьковского оперного театра. Все строительство будет закончено к октябрьской годовщине 1936 года. Стоимость строительства свыше 30 млн рублей. Театральный зал круглой формы и вмещает 4000 зрителей. (ист.: газета Актюбинская правда № 14 (551) от 16 янв. 1934).
За 1934—1941 годы были поставлены спектакли «Запорожец за Дунаем» С. Гулака-Артемовского и «Наталка Полтавка» Н. Лысенко, а также представлены «Гугеноты» Д. Мейербера.
Во время Великой Отечественной войны театр работал сначала в Чите, а со временем в Иркутске (вместе с Киевской оперой). В 1944 году театру присвоено имя известного украинского композитора Н. В. Лысенко. После 1945 года в репертуаре театра появились оперы «Наймычка» М. Вериковского, «Богдан Хмельницкий» и «Назар Стодоля» К. Данькевича, «Буковинцы» М. Карминского; из балетов: «Данко», «Таврия», «Мещанин из Тосканы», «Весенняя сказка» В. Нахабина, «Лилея» К. Данькевича.
В 1970-х годах осуществляется постановка оперы «Тарас Бульба» (режиссёр В. Скляренко, оформление А. Петрицкий), и балетов — «Лесная песня» М. Скорульского (1970, 1980), «Каменный властелин» В. Губаренко (1972 и 1974).
На сегодня репертуар театра составляют около 60 наименований оперных и балетных спектаклей. Театр также представляет отдельные концертные программы оперной и балетной труппы, а также спектакли для детей.

## Архитектура

### Старое здание
Здание по ул. Рымарской, 21 было построено в 1829 году неизвестным архитектором. В 1855 году его приобрёл предприниматель Зарудный и перестроил для показа представлений. Затем постройка перешла в собственность коммерческого клуба и в 1884—1885 годах была капитально реконструирована для оперного театра (архитектор Б. Г. Михаловский). Со стороны сада пристроили сценическую часть, зрительный зал оформили в стиле французского ренессанса с использованием мотивов одного из парадных залов Тюильрийского дворца в Париже. Вдоль стен зала — спаренные каннелюрованные колонны коринфского ордера с раскрепованным антаблементом. Над каждой парой колонн были помещены женские скульптуры с крыльями, поддерживающие балкон верхнего яруса. Борта балкона и лож бенуара украшены декоративной лепкой. Под потолком в медальонах размещены барельефные портреты великих композиторов. Промежуточный ярус лож бельэтажа был встроен в начале XX века, чтобы увеличить вместимость зала. Это нарушило целостность первоначальной композиции. В начале 1930-х годов к зданию с северной стороны был пристроен новый вестибюль с гардеробом, гладкий плафон зрительного зала заменён на кессонированный (архитектор Виктор Карпович Троценко). В 1938 году фасад театра приобрёл черты русского классицизма (архитектор Владимир Николаевич Пети). В 1947 году интерьеры были реставрированы (архитектор Валентин Иванович Пушкарёв).
В конце 1960-х годов здание было признано аварийным (его полная реконструкция проходит только в 2009—2011 годах). Потому было принято решение строить новое здание театра.
Старое здание досталось филармонии.

### Новое здание
Начиная с сезона 1991—1992 годов театр работает в новом здании бруталистской архитектуры, расположенном по улице Сумской, 25.
Новое здание театра имеет весьма своеобразный проект, который его авторы во главе с Сергеем Миргородским, главным архитектором Украинской ССР, проектировали не для Харькова, а для Киева. Здание строилось чрезвычайно долго: 21 год (1970—1991) по проекту коллектива архитекторов института КиевЗНИИЭП С. Н. Миргородского (руководитель проекта), В. Д. Елизарова, Н. В. Чуприны, Р. Н. Гупало и А. П. Зыбина. На этом месте находились ротонда с балюстрадой (своеобразный символ Харькова, симметричный Стеклянной струе), подземный пульт управления штаба гражданской обороны и памятник архитектуры XIX века, в котором разместился молочный техникум.
Архитектура здания построена на контрасте большой нависающей «плиты» двух верхних этажей и сложной пластики входных вестибюлей, фойе и других помещений нижних этажей. Театр имеет два зрительных зала: большой на 1500 и малый на 400 мест. Вход в кассовый зал украшает декоративная композиция «Музыка Н. В. Лысенко» (скульптор С. Ястребов). Здание облицовано артикским туфом. Здание покоится на шести столбах размером 3 на 6 м и перекрывается металлическими балками пролётом по 100 м и массой 100 т. В подземной части расположен гараж. В 2007 году фонтаны перед зданием театра были реконструированы, и пространство перед театром получило название «Площадь фонтанов». Генеральным подрядчиком строительства была компания АО «Трест Жилстрой-1».
По первоначальному замыслу, в главном зале должно было размещаться 4000 человек, а сцена должна была быть очень большой — для пропуска демонстраций и даже военной техники Здание планировали построить за пятилетку — к 30-й годовщине Дня Победы. Но на строительство не хватило средств, и стройка была законсервирована на долгие годы. По словам тогдашнего председателя горисполкома Юрия Гурового, реальная стоимость строительства превысила сметную стоимость театра в четыре раза.
Здание театра было повреждено в ходе обстрела из РСЗО российскими войсками 12 марта 2022 года.

## Коллектив
Опера
- Народная артистка Украины Елена Романенко (меццо-сопрано)
- Народный артист Украины Николай Коваль (баритон)
- Заслуженная артистка Украины Тамара Гармаш (сопрано)
- Заслуженная артистка Украины Лилия Кутищева (меццо-сопрано)
- Заслуженная артистка Украины Елена Скворцова (сопрано)
- Заслуженная артистка Украины Елена Старикова (сопрано)
- Заслуженный артист Украины Дмитрий Маклюк (баритон)
- Заслуженный артист Украины Михаил Олейник (бас)
- Заслуженный артист Украины Алексей Сребницкий (тенор)
- Заслуженный артист Украины Сергей Шадрин (тенор)
- Заслуженный артист Украины Александр Шуляк (тенор)
- Ольга Барская (лауреат международных конкурсов; сопрано)
- Евгений Гаврись (тенор)
- Роман Гордеев (тенор)
- Владимир Гращенко (бас)
- Владимир Ефименко (лауреат международных конкурсов; баритон)
- Татьяна Жарких (лауреат международных конкурсов)
- Виктория Житкова (лауреат международных конкурсов; меццо-сопрано)
- Сергей Замыцкий (лауреат международных конкурсов; бас)
- Александр Золотаренко (лауреат международных конкурсов; тенор)
- Андрей Калюжный (лауреат международных конкурсов; бас)
- Вероника Коваль (лауреат международных конкурсов; меццо-сопрано)
- Владимир Козлов (лауреат международных конкурсов; баритон)
- Анатолий Косинов (баритон)
- Сергей Крыжненко (бас)
- Юрий Кудрявцев (бас)
- Александр Лапин (лауреат международных конкурсов; баритон и художник-постановщик)
- Евгений Лисицкий (лауреат международных конкурсов; баритон)
- Наталья Матвеева (лауреат международных конкурсов; меццо-сопрано)
- Алла Мишакова (лауреат международных конкурсов; сопрано)
- Олеся Мишарина (лауреат международного конкурса; сопрано)
- Жанна Нименская (лауреат международных конкурсов; меццо-сопрано)
- Юлия Пискун (лауреат международного конкурса; сопрано)
- Константин Улыбин (бас)
- Юлия Форсюк (сопрано)
- Вероника Шут (лауреат международных конкурсов; сопрано)

Балет
- Главный балетмейстер — народная артистка Украины Светлана Колыванова
- Художественный руководитель балета — Заслуженная артистка Украины Антонина Радиевская
- Заслуженная артистка Украины Ирина Хандажевская (Клюева)
- Заслуженная артистка Украины Алёна Шевцова
- Владимир Василенко
- Дмитрий Васильев
- Лариса Грицай
- Светлана Исакова
- Анатолий Казацкий
- Светлана Калашникова
- Андрей Козарезов
- Алексей Князьков (лауреат международных конкурсов)
- Денис Панченко
- Лауреат международного конкурса Анатолий Хандажевский
- Карина Шатковская

Дирижёры
- Главный дирижёр театра — заслуженный деятель искусств Украины Дмитрий Морозов
- Заслуженный деятель искусств Украины Виталий Куценко
- Владимир Гаркуша
- Александр Голобородько
- Юрий Яковенко
- Павел Багинский

Главный хормейстер — заслуженный деятель искусств Украины Алексей Черникин
Главный художник
- Заслуженный художник Украины Надежда Швец.

Режиссёры
- Главный режиссёр — Армен Калоян
- Алексей Дугинов

## Известные личности, работавшие в театре

### Солисты оперы
- А. Азрикан,
- В. Арканова,
- А. Арцемюк
- П. Белинник,
- П. Билынник,
- В. Будневич,
- Т. Бурцева,
- Г. Виноградова,
- И. Воликовская,
- М. Голынский,
- М. Гришко,
- Б. Гмыря,
- М. Донец,
- М. Донец-Тессейр,
- А. Дубинин,
- И. Журина,
- Ю. Кипоренко-Доманский,
- Козловский И. С,
- А. М. Кропивницкая,
- А. Левицкая,
- М. Литвиненко-Вольгемут,
- Н. Манойло,
- М. Микиша,
- Л. Морозова-Тарасова,
- А. Оголивец,
- М. Пастер,
- Л. Попова,
- И. Паторжинский,
- М. Рейзен,
- А. Ропская,
- Л. Сергиенко,
- Л.Выграновская-Демьянюк,
- М. Суховольская,
- И. Тоцкий,
- П. Цесевич,
- Л. Цуркан,
- Е. Червонюк,
- К. Шаша,
- М. Щерб,
- И. Яценко

- и др.

### Солисты балета
- В. Дуленко,
- А. Ярыгина,
- О. Байкова,
- Н. Васильева,
- Н. Виноградова,
- О. Ширай-Литвиненко,
- А. Соболь,
- Е. Бараник,
- П. Павлов-Кивко,
- С. Колыванова,
- Т. Попеску,
- Л. Марков,
- Л.Фарбер,
- Л.Вострова
- и другие

### Балетмейстеры
- А. Мессерер,
- К. Голейзовский,
- П. Вирский,
- Б. Моисеев,
- М. Моисеев,
- П. Ёркин,
- В. Литвиненко,
- И. Ковтунов

### Дирижёры
- О. Брон,
- Л. Штейнберг,
- А. Пазовский,
- В. Тольба,
- Е. Дущенко,
- А. Маргулян,
- В. Мутин,
- Л. Джурмий,
- И. Зак,
- И. Штейман,
- А. Рудницкий;
- А. Калабухин,
- А. Людмилин,
- В.Плоскина
- Рык Савелий Карлович - дирижер и концермейстер, первый заслуженный артист Украины (1935 г.)

### Художники, декораторы
- А. Петрицкий,
- А. Хвостенко-Хвостов,
- И. Назаров,
- Д. Овчаренко,
- Л. Братченко,
- Г. Батий

### Режиссёры
- М. Авах,
- Н. Боголюбов,
- С. Каргальский,
- Ю. Леков,
- А. Коломийцев,
- Д. Смолич,
- Фореггер,
- М. Стефанович,
- В. Скляренко,
- Л. Куколев,
- Игорь Черничко,
- Владимир Лукашев

## Исторические факты
- Одним из самых интересных проектов академика А. Н. Бекетова был проект нового харьковского оперного театра на 2200 человек. Его не дала осуществить Первая мировая война, а затем, последовавшая за ней, гражданская[6].
- Здание театра стало двенадцатым (последним) символом Харькова[7].

## Награды
- Орден Трудового Красного Знамени (24 ноября 1960 года) — за большие заслуги в развитии советского музыкально-театрального искусства и в связи с декадой украинской литературы и искусства в гор. Москве
- Почётная грамота Президиума Верховного Совета РСФСР (5 июня 1969 года) — за большой вклад в развитие и укрепление взаимосвязей братских национальных культур и активное участие в проведении Декады украинской литературы и искусства в РСФСР[8].